# 1945年度の将棋界
1945年度の将棋界（1945ねんどのしょうぎかい）では、1945年（昭和20年）4月から1946年（昭和21年）3月の将棋界に関する出来事について記述する。

## できごと

### 1945年上旬
- 太平洋戦争の影響で対局が不可能となる。第5期名人戦は中止となり、名人位は木村義雄名人が留位[1][2]。

### 1945年5月
- 野口忠雄四段が沖縄戦で戦死。享年30歳（数え年）[3]。
- 25日 - 将棋大成会本部が空襲の被害を受ける[1]。

### 1945年10月
- 将棋大成会本部焼失のため、金易二郎八段宅を「将棋大成会仮本部」、渡辺東一八段宅を「仮事務所」と定めた[4]。

### 1945年11月
- 29日 - 将棋大成会が臨時総会を開催。段位撤廃が議題となった[5]。結果として、順位戦により棋士の順位を決定する「順位制」を採用することとなった[6][注 1]。

### 1946年3月
- 12日 - 関根金次郎十三世名人が死去。享年77歳[4]。

## 記録

### タイトル戦
| 棋戦   | 勝者               | 開催時期    | 番勝負                   | 番勝負                   | 番勝負                   | 備考             | 注          |
| 棋戦   | 勝者               | 開催時期    | 在位者                   | 勝敗                     | 挑戦者                   | 備考             | 注          |
| ------ | ------------------ | ----------- | ------------------------ | ------------------------ | ------------------------ | ---------------- | ----------- |
| 名人戦 | 第5期名人 木村義雄 | 1944-1945年 | 太平洋戦争激化により中止 | 太平洋戦争激化により中止 | 太平洋戦争激化により中止 | 5期連続(通算5期) | [ 1 ] [ 8 ] |

## 昇段・引退
| 昇段 | 棋士     | 昇段日 | 注    |
| ---- | -------- | ------ | ----- |
| 八段 | 加藤治郎 | 1945年 | [ 9 ] |